# Amatori Hockey Lodi 1984-1985
Questa voce raccoglie le informazioni riguardanti l'Amatori Hockey Lodi nelle competizioni ufficiali della stagione 1984-1985.

## Maglie e sponsor
Lo sponsor ufficiale per la stagione 1984-1985 fu Banca Popolare di Lodi.
| 1ª divisa |

## Organigramma societario
- Presidente: Gianni Carminati
- Direttore sportivo: Angelo Brasca

## Organico

### Giocatori
| N° | Naz.                  | Ruolo | Sportivo           |  |  |  |
| -- | --------------------- | ----- | ------------------ |  |  |  |
|    | Italia (bandiera)     | P     | Vittorio Gasparini |  |  |  |
|    | Italia (bandiera)     | P     | Roberto Saccò      |  |  |  |
|    | Italia (bandiera)     | E     | Aldo Belli         |  |  |  |
|    | Italia (bandiera)     | E     | Danilo Campolungo  |  |  |  |
|    | Italia (bandiera)     | E     | Roberto Citterio   |  |  |  |
|    | Italia (bandiera)     | ?     | Morandotti         |  |  |  |
|    | Italia (bandiera)     | E     | Danilo Nava        |  |  |  |
|    | Italia (bandiera)     | E     | Luigi Piccolini    |  |  |  |
|    | Italia (bandiera)     | E     | Paolo Ragazzi      |  |  |  |
|    | Italia (bandiera)     | E     | Fabrizio Rollino   |  |  |  |
|    | Portogallo (bandiera) | E     | Víctor Rosado      |  |  |  |

### Staff tecnico
- Allenatore:  Rinaldo Uggeri